# Football Against Racism in Europe
Football Against Racism in Europe (FARE) wurde im Februar 1999 auf Anregung von Fangruppen aus verschiedenen Teilen Europas in Wien unter Teilnahme u. a. von Fußballverbänden sowie Spielergewerkschaften gegründet. Im Rahmen einer Konferenz wurde versucht, eine gemeinsame Strategie sowie ein Grundsatzprogramm gegen Rassismus und Ausländerfeindlichkeit zu entwickeln. Daraus entstanden sowohl die Organisation „Football Against Racism in Europe“ (FARE) – ein Netzwerk von Gruppen aus 13 europäischen Ländern – als auch ein Aktionsplan.

## Aufgabe
FARE beabsichtigt, dass das „schöne Spiel“ Fußball ohne die „Krankheit“ des Rassismus gespielt werden kann.
Das Netzwerk hat es sich zur Aufgabe gemacht, Rassismus und Ausländerfeindlichkeit im Fußball quer durch Europa zu bekämpfen. Durch koordinierte Aktionen und gemeinsame Bemühungen auf lokaler und nationaler Ebene beabsichtigt FARE, all diejenigen zusammenzubringen, die daran interessiert sind, gegen Diskriminierung im Fußball vorzugehen. Ein Beispiel für die Aktionen der FARE ist die Unterstützung des Mondiali Antirazzisti.

## Partner
FARE arbeitet mit der FIFA und der UEFA sowie mit zahlreichen nationalen Fußballverbänden zusammen.